# Donald Lynden-Bell
Pour les articles homonymes, voir Lynden.
Donald Lynden-Bell (né à Douvres en Angleterre le 5 avril 1935 et mort le 6 février 2018 à Cambridge, Angleterre) est un astrophysicien britannique.
Il est connu pour sa théorie selon laquelle les noyaux galactiques contiennent un trou noir supermassif et que ces trous noirs sont la principale source d'énergie des quasars.

## Biographie
Donald Lynden-Bell étudie à l'université de Cambridge, en 1962 il publie avec Olin J. Eggen et Allan Sandage des recherches montrant que  notre galaxie provient de l'effondrement d'un nuage de gaz. En 1969 il montre comment l'énergie des quasars peut être fournie par un trou noir supermassif accrétant de la matière. En comptabilisant les quasars inactifs il déduit que la plupart des galaxies massives doivent posséder un trou noir central.
Lynden-Bell est membre du groupe d'astronomes connu sous le nom des sept samouraïs qui ont postulé l'existence du grand attracteur, une anomalie gravitationnelle qui se situe dans la direction de l'Hydre et du Centaure à une distance de 150 à 250 millions d'années-lumière. Il est président de la Royal Astronomical Society de 1985 à 1987. Lynden-Bell travaille pour l'institut d'astronomie de Cambridge dont il a été le premier directeur.

## Études
- 1953-56 : (second cycle) principe de Mach ; relativité ; mécanique quantique ; mécanique statistique
- 1957-60 : points neutres de type X en MHD, radio-astronomie ; intégrale du mouvement en dynamique stellaire et en mécanique, systèmes séparables ; disques d'accrétion, principe d'extremum d'énergie en symétrie axiale ; théorie de la structure spirale des galaxies.
- années 1960 : formation de la galaxie et de son évolution chimique (ELS) ; relaxation violente, capacité thermique négative, catastrophe gravothermale ; Io et l'émission radio de Jupiter ; les trous noirs dans les noyaux galactiques ; disques d'accrétion magnétisés ; Quasars.
- années 1970 : la fonction de luminosité et la densité des quasars, la méthode C en statistique ; les disques d'accrétion autour des étoiles T Tauri ; les disques autogravitants relativistes de Mestel ; l'évolution autosimilaire du cœur des amas globulaires.
- années 1980 : les principes d'énergie en mécanique des fluides ; les systèmes iso-circulation et le théorème de Kelvin ; le courant de Magellan et la dynamique du groupe local ; matière noire : les courants à grande échelle et la distribution des galaxies.
- années 1990 : le dipôle de la lumière extragalactique ; des solutions relativistes exactes ; le principe de Mach en relativité générale ; la mécanique newtonienne sans référentiel absolu ; des solutions autosimilaires exactes en MHD ; capacité thermique négative en astronomie, en physique et en chimie ; des solutions à N corps exactes en mécanique classique et quantique ; des courants d'étoiles dans la Voie Lactée.
- années 2000 : séparation des mouvements dans les champs électromagnétiques ; une optique exacte sans coma ou aberration sphérique ; le disque et la sphère relativiste en rotation ; des jets MHD à partir de disques d'accrétion.

Sa recherche se focalise sur les jets astrophysiques et la relativité générale.

## Hommage
L'astéroïde (18235) Lynden-Bell porte son nom.

## Distinctions et récompenses
- Médaille Karl Schwarzschild en 1983.
- Médaille Eddington en 1984.
- Dirk Brouwer Award de l'American Astronomical Society, Division for Dynamical Astronomy en 1991[3].
- Médaille d'or de la Royal Astronomical Society en 1993.
- Médaille Bruce en 1998.
- John J. Carty Award de la National Academy of Sciences en 2000.
- Henry Norris Russell Lectureship en 2000.
- Prix Kavli d'Astrophysique en 2008[4].